# 教宗至上論
教宗至上論（英語：Papal supremacy）是天主教會的其中一項信理，指教宗因作為基督之代表、以及整個天主教會的司牧，而於教會事務上擁有完全、至高無上及普遍的權力，而該權力不應受任何限制。
此信理是天主教會與世俗國家君王周旋的基礎。其給予教宗利用宗教權威影響世俗事務，例如教宗對亨利四世處以破門律，又或為神聖羅馬皇帝加冕而非其自立，即由教宗至上論引由而出。
東方基督教反對教宗至上論，認同會議制，亦即認同教宗是地位最高的一位牧首，但與其他主教權力相等（同輩者之首），因此大公會議與地方教会会议的權威高於任何一位主教，包括教宗。至於西方基督教，分離自天主教會的新教亦反對教宗至上論，宗教改革的領袖們都強烈批判教宗至上論，認為此信理違反聖經的教導，馬丁·路德甚至為此批評教宗是聖經中所說的「敵基督」。